# NEC神戸システムセンター

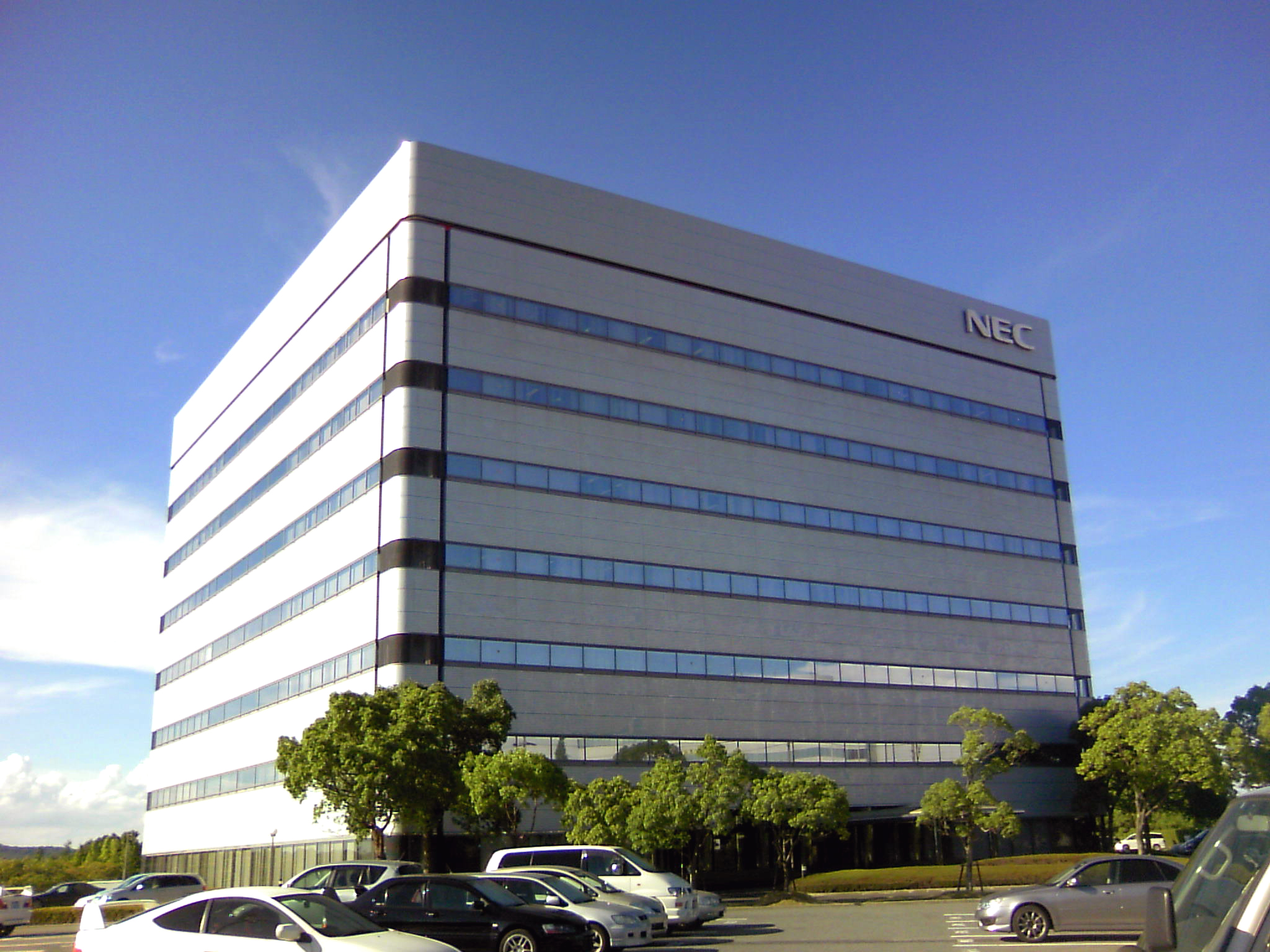
NEC神戸システムセンター

NEC神戸システムセンター（NECこうべシステムセンター）は、兵庫県神戸市西区高塚台にある日本電気および関連会社の事業所である。西神インダストリアルパーク内の最も西神中央駅に近い区画に位置する。

## 概要
- 所在地 - 〒651-2271 兵庫県神戸市西区高塚台五丁目3番1号
- 敷地面積 - 48,736m2
- 延床面積 - 18,480m2